# Цуцу
Цуцу (ест. Tsutsu) — село в Естонії, входить до складу волості Риуге, повіту Вирумаа.